# Crisis de seguridad en Pataz
La crisis de seguridad en Pataz hace referencia a un conflicto social existente desde finales de 2019 debido a una serie de atentados y asesinatos llevadas a cabo por mineros ilegales en alianza con organizaciones criminales contra las instalaciones y trabajadores de la Compañía Minera Poderosa, que se originaron desde 2023, y a causado reiteradas muertes y heridos en la provincia de Pataz (departamento de La Libertad), en el contexto de la creciente crisis de seguridad en Perú, en el gobierno de Dina Boluarte.

## Contexto

Ubicación de la provincia de Pataz, departamento de La Libertad

El departamento de La Libertad es la principal productora de oro en el Perú.  Previo a la pandemia de COVID-19 en la región, en la zona de Pataz existían mineros que trabajaban de forma artesanal. Sin embargo, tras la pandemia, y el subsecuente aumento del precio del oro, las herramientas artesanales fueron dejadas para dar paso a maquinaria moderna. Además, debido al alto volumen de oro y al asalto de delincuentes, los mineros ilegales realizaron alianzas con organizaciones criminales para protección de las cargas. Entre las organizaciones criminales contratadas estaban Los Pulpos, el Tren de Aragua, La Gran Familia, entre otros. Para 2023, se observó que las organizaciones criminales pasaron a formar parte activa de las operaciones mineras, asesinando a aquellos mineros ilegales que se oponían a realizar tratos con ellos. El auge de la minería ilegal generó un entorno de violencia en dicho lugar incluyendo ataques a la minera legal Poderosa mientras los mineros ilegales usaban el Registro Integral de Formalización Minera (REINFO) para operar bajo la fachada de "informales". Para junio de 2024, se reportó la presencia de más de 30 plantas de tratamiento de oro ilegal en el lugar.
Otra zona conflictiva es La Pampa en Madre de Dios y la frontera norte, donde se ha detectado la presencia de organizaciones criminales ecuatorianas como Los Tiguerones y Los Choneros, quienes han penetrado territorio peruano sirviendo como brazo armado de los mineros ilegales, además de denunciarse actos de corrupción por parte de efectivos del orden para permitir la presencia de dichas operaciones.
Se sabe de la presencia de Miguel Rodríguez Díaz, alias «Cuchillo», quien amasó una fortuna de 80 millones de soles con la mafia ilegal del oro.  Según un fiscal local, Cuchillo nunca fue detenido en el departamento de La Libertad, debido a una empresa de la que presuntamente se beneficiaba y que contaba con personal policial.
Se ha reportado, además, que el esposo de la congresista María Acuña, Elver Díaz, operaba una empresa minera que ha estado negociando para obtener concesiones en Pataz. Dichas gestiones se llevaron a cabo tras la toma de posesión de César Acuña como congresista. Esto ha generado inquietudes sobre las acciones efectivas de César Acuña para combatir la crisis de seguridad en la zona, ahora como presidente regional de La Libertad desde 2023.

## Atentados

### Masacre de la mina La Poderosa de 2023

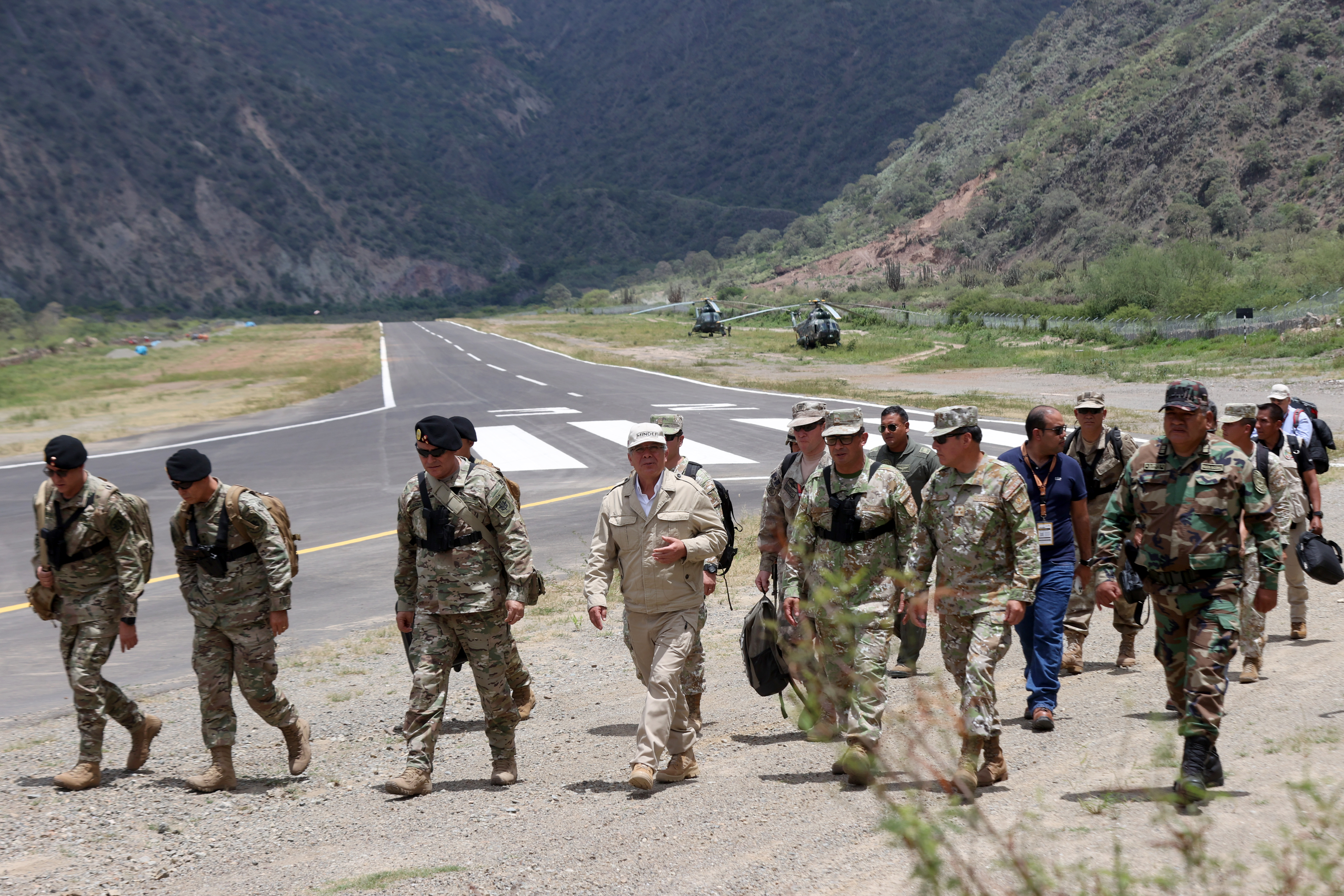
Desde el Ministerio del Interior se dispuso decretar el estado de emergencia en la provincia de Pataz.

En la madrugada del 2 de diciembre de 2023 un grupo de delincuentes armados con fusiles y explosivos ingresaron en el nivel 2995 de la Compañía Minera La Poderosa, en Pataz (La Libertad) con la intención de apoderarse de minerales, tomaron de rehenes a los trabajadores de lugar. Posteriormente, tuvieron un enfrentamiento con la seguridad de la mina, dejando como saldo 10 trabajadores muertos y 30 heridos. La policía detuvo a 7 sospechosos de perpetrar el crimen. Las autoridades atribuyeron esta masacre (y otros crímenes en Pataz) a ciudadanos peruanos y venezolanos relacionados con la minería ilegal.
Posteriormente, al menos 15 torres de alta tensión que brindaban energía al complejo minera La Poderosa fueron dinamitadas por delincuentes, pese al estado de emergencia en la provincia de Pataz. El 5 de abril del 2024, se reportó el derrumbe de dos torres de alta tensión.

### Masacre de la mina El Río
El 11 de noviembre del 2024, un grupo de criminales atacó un socavón perteneciente a la Corporación Huerta, asesinando a 4 personas y dejando un herido. Posteriormente, los criminales usaron explosivos para derrumbar el lugar.

### Masacre en la Minera la Poderosa de 2025
El 25 de abril de 2025, se reportó la desaparición de 13 trabajadores de la empresa R&R, contratistas que brindan el servicio de seguridad a la Compañía Minera La Poderosa, en la provincia Pataz.
El miércoles 30 de abril, cuando las súplicas de los familiares de las víctimas se hicieron mas eco en los medios de comunicación, el presidente del Consejo de Ministros Gustavo Adrianzén, puso en tela de juicio la veracidad de los hechos y además, señaló que no pertenecían a la minera Poderosa; el mismo día, comenzó a viralizarse un video donde se ve la ejecución de los trabajadores; sin embargo, el presidente del Consejo de Ministros Gustavo Adrianzén puso en duda la veracidad del video.
El domingo 4 de mayo, tras una intervención promovida por los familiares de las víctimas, se confirmó que los 13 trabajadores desaparecidos fueron hallados sin vida al interior de un socavón; además, debido al avanzado estado de putrefacción de los cuerpos se pone en duda la fecha exacta donde fueron mutilados.
En respuesta, la presidente Dina Boluarte decretó toque de queda en la provincia de Pataz, como medida frente al estado de emergencia, ya vigente desde hace más de un año. Asimismo, se suspendió por 30 días susceptibles a ser prorrogados de toda actividad minera en la provincia con el fin de facilitar la instalación de las Fuerzas Armadas y de la Policía Nacional. La medida incluye la suspensión del cronograma establecido en marco del Registro Integral de Formalización Minera (REINFO).

### Otros atentados

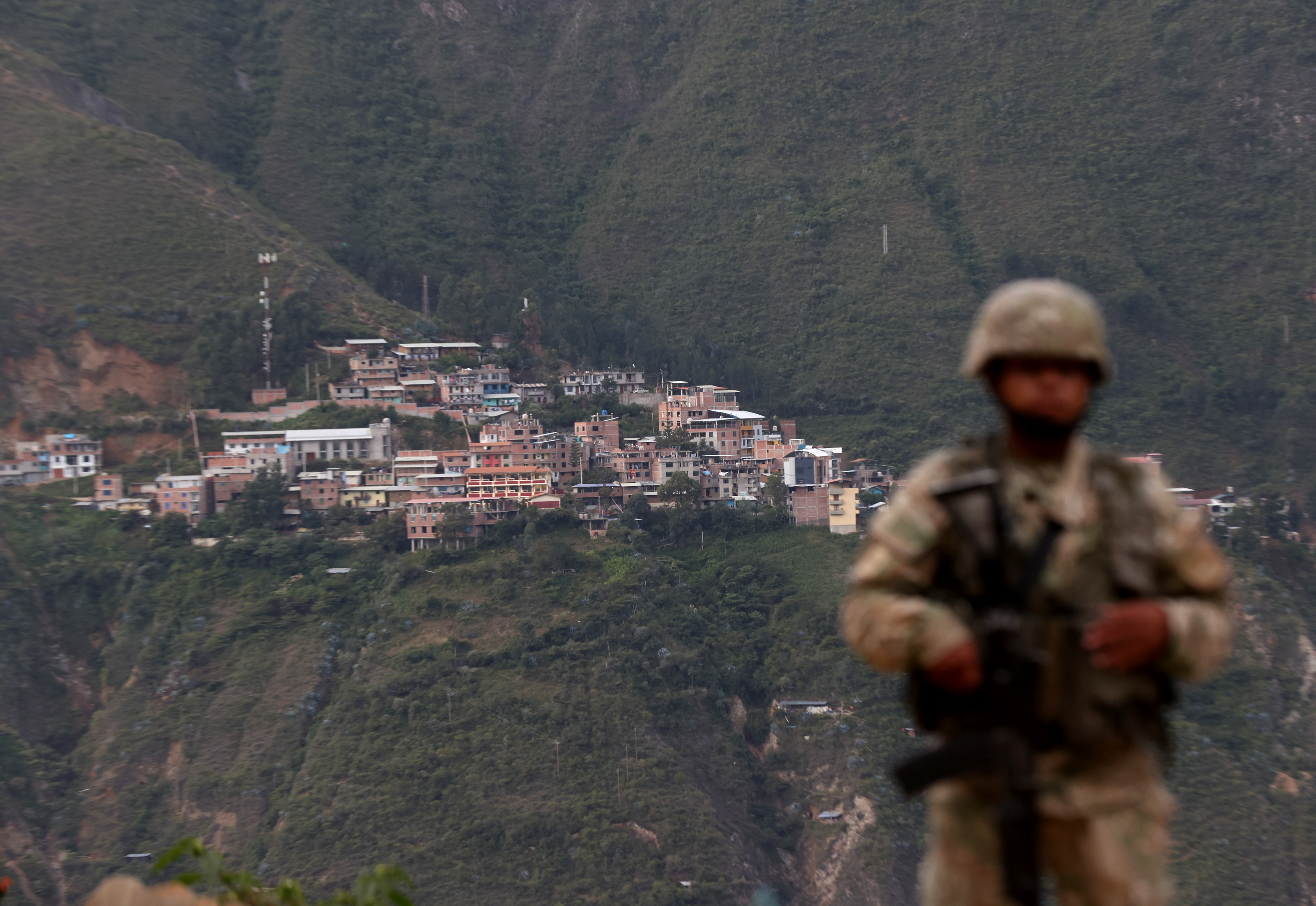
Miembros del Ejército y la Policía Nacional resguardan las instalaciones de la Compañía Minera La Poderosa.

El 12 de enero del 2025, una torre de alta tensión de la mina Poderosa fue destruida por criminales. Esto fue seguido de un ataque a un yacimiento minero ilegal por parte de elementos criminales que culminó con 17 mineros ilegales secuestrados y, posteriormente, atrapados debido al enfrentamiento entre ambos grupos en una bocamina ubicada en Carhuabamba.
El 16 de enero del 2025, se informó que elementos criminales dinamitaron una torre de alta tensión.
En la madrugada del 28 de marzo de 2025, un grupo armado atacó la infraestructura minera con explosivos, además de derribar una torre de alta tensión. Producto del ataque, un minero resultó muerto y más de 50 trabajadores fueron evacuados. Se reportó que, durante el transcurso del día, intentaron invadir diversos lugares haciendo uso de armas de fuego de largo alcance. Aquel mismo día, por la noche, un grupo de criminales emboscó a trabajadores mineros que se desplazaban en una minivan. Tras el ataque, se reportó la muerte de 3 trabajadores (uno de ellos que había quedado herido) y 10 heridos.